# Liste von Automuseen in Dänemark

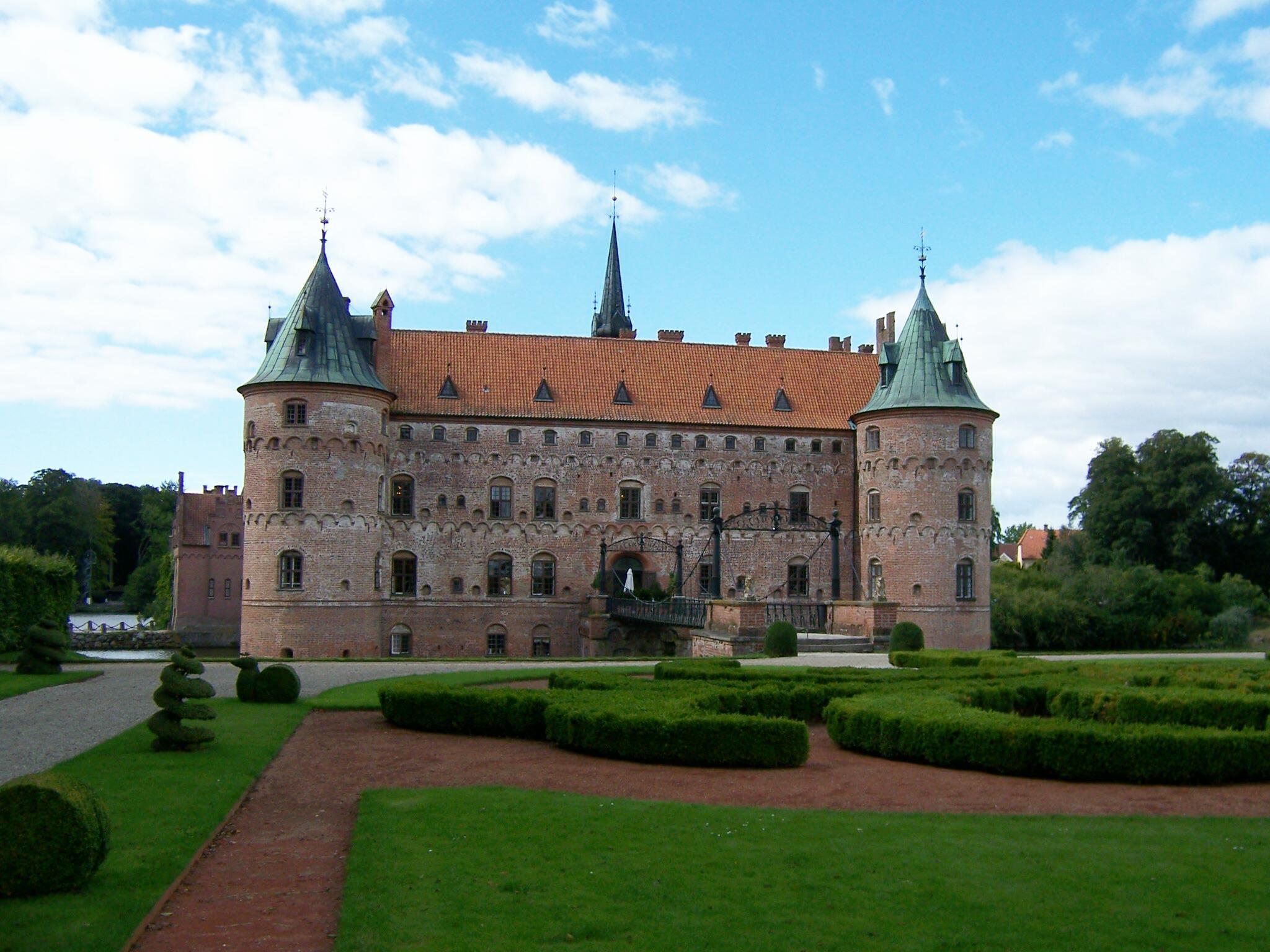
Schloss Egeskov

Viele Automuseen in Dänemark sind üblicherweise nur im Sommer für einige Monate geöffnet. Es gibt große öffentliche Museen mit festen Öffnungszeiten ebenso wie kleine Privatsammlungen, die teilweise nur nach Vereinbarung geöffnet sind.

## Tabellarische Übersicht
Die Tabelle ist absteigend nach der Anzahl der ausgestellten Personenkraftwagen sortiert, und bei gleicher Anzahl alphabetisch aufsteigend nach Ort. In der Spalte Stand ist das Jahr angegeben, auf das sich die Angaben Anzahl ausgestellter Pkw und Besondere Pkw beziehen. Die Auflistung in der Spalte Besondere Pkw erfolgt alphabetisch.
| Name des Museums                        | Ort                      | Beschreibung                                                  | Anzahl ausgestellter Pkw | Stand | Besondere Pkw |
| --------------------------------------- | ------------------------ | ------------------------------------------------------------- | ------------------------ | ----- | --- |
| Vestsjællands Bilmuseum                 | Sæby                     | Autos                                                         | 137                      | 2006  | Alvis TA 21 1952, American Bantam 1939, Amphicar 770, Chrysler-Simca 2 Litres 1978, Cord 810 1936, Excalibur 1983, FSO Syrena 1968 und Whippet 1929                                                                           |
| Jysk Automobil Museum                   | Gjern                    | Autos, Schwerpunkt amerikanische Fahrzeuge                    | 118                      | 2004  | Adler Standard 8 1931, Auburn V12 1932, Chandler 1928, Crosley 1948, Elcar 1930, Erskine 53 1930, FN 1929, Graham-Paige 612 1929, Jordan R Little Custom 1927, Kissel White Eagle 1929, Marquette 30-37 1930 und Vivinus 1900 |
| Veteranenmuseum Schloss Egeskov         | Kværndrup                | Schloss mit mehreren Museen, darunter Automuseum              | 118                      | 2004  | Amilcar Type CGSS, Autolette Adler Cycle 1905, Baker Electric 1914, Black Highwheeler 1904, Forward 1912, Hispano-Suiza 1912, Locomobile 1899, Milburn Light Electric 1914, Pope-Tribune 1906, Reo 1913 und Rovin D 3 1950    |
| Marielyst Sports Cars - Automobilmuseum | Væggerløse               | Autos, Schwerpunkt britische Fahrzeuge                        | 76                       | 2006  | Adler K 5/13 PS 1913, BMW 327/28 Coupé 1938, Citroën Méhari und Standard Swallow 1 1934 |
| Sommer's Veteranbil Museum              | Nærum                    | Autos                                                         | 61                       | 2006  | Bradford 1947, Bugatti 1923, G.N. Cyclecar 1914, Hispano-Suiza HS 26 1932, Joker 1972 (Prototyp), Lagonda Rapide 1962, Napier 15 HP 1913, Salmson GS 8 1929, SVJ 1962-1967 (Prototyp) und Wolseley Hornet Swallow 1932        |
| Historik Bil-Museum                     | Aakirkeby auf Bornholm   | Autos und Motorräder                                          | 51                       | 2008  | Alvis 12/50 HP TJ 1931, Belsize 10/12 HP 1911, Berkeley T 60 1961, Delahaye Type 87 1925, Metz 1909 und Rovin D 2 1947 |
| Europæisk Automobilmuseum               | Fraugde Kærby bei Odense | Autos ab 1950                                                 | 42                       | 2006  | Hansa 1100 1959, Humber Hawk 1950, Nash Metropolitan, Moretti Prototyp 1960, NSU-Fiat Neckar 1961 und AWZ P 70 1958 |
| Strøjer Samlingen, Vedstaarup Teglvaerk | Assens                   | überwiegend sportliche Autos, nur wenige Öffnungstage im Jahr | 41                       | 2007  | Aston Martin DB2/4 1958, Bugatti 37 A 1927, Iso Grifo 1969, Jaguar D-Type 1956, Lamborghini 400 GT 2+2 Coupé 1967 und Smart Crossblade                                                                                        |
| Danmarks Tekniske Museum                | Helsingør                | Autos und andere technische Dinge                             | 32                       | 2006  | Bech Drabebil 1937 (Prototyp), Christiansen Vis-à-Vis 1899, Delaunay-Belleville 1906, Hammel 1888, Lemvig 1900 (Prototyp), Napier 1910 und Szawe 10/38 PS 1922                                                                |
| Skoda-Museum                            | Glamsbjerg               | Autos, Schwerpunkt Skoda                                      | 24                       | 2004  | MTX Roadster 1995, Škoda 1202 Kombi 1963 und Skoda 418 Popular 1937 |
| Vagn's Saab Museum                      | Svenstrup                | Autos der Marke Saab, Terminvereinbarung sinnvoll             | 12                       | 2006  | Saab 92, 93, 95, 96 und Sonett II |
| Samsø Austin Museum                     | Langemark auf Samsø      | Autos der Marke Austin                                        |                          |       | |